# 海軍総裁
海軍総裁（かいぐんそうさい）は、幕府海軍の最高職である。海軍省の海軍大臣また海軍長官に相当する。

## 概要
文久の改革で軍制改革が行われ、それに伴って文久2年12月18日（1863年2月6日）に蜂須賀斉裕が海軍総裁・陸軍総裁を兼務して就任した。しかし、斉裕はすぐに辞任し、後任は設置されなかった。
徳川慶喜が実施した慶応の改革で正規の職として復活し、慶応2年12月28日（1867年2月2日）に稲葉正巳が就任した。慶応4年1月24日（1868年2月17日）、戊辰戦争を契機に正巳は辞任した。矢田堀景蔵がその跡を継いだ。
矢田堀は新政府軍への艦隊引き渡し責任者を命じられたが、海軍副総裁となった榎本武揚は徹底抗戦を主張し、矢田堀が新政府軍との交渉で上陸していた隙に、榎本は艦隊を乗っ取って脱走した。

## 参考
- 高橋典幸他著『日本軍事史』吉川弘文館、2006年。ISBN 978-4642079532